# Pyura chilensis
El piure (Pyura chilensis) es una especie de urocordado de la clase Ascidiacea, parientes lejanos de los vertebrados. Es un animal marino comestible.

## Zoonimia
Su nombre vulgar en castellano proviene del nombre mapudungún piür /piïɹ/ o piwü /piwï/. "Piùr - un marisco rojo y comestible. Suele ser comido sobre todo en Chile.

## Descripción
Es un animal marino filtrador de color rojo intenso dentro de su cubierta protectora, que vive a menudo en densas agregaciones poblacionales en la zona intermareal y submareal de la costa de Chile y Perú. Estos animales poseen una cubierta dura llamada túnica o comúnmente penca o "colpa", de aspecto similar a una estructura rocosa marina y de la que sólo sobresalen un par de sifones, inhalante y exhalante. Mediante este par de sifones estos animales pueden alimentarse debido a que generan una corriente direccional con la que transportan agua rica en materia orgánica. Tienen las características básicas de todos los cordados, es decir una estructura llamada cuerda dorsal y la faringe perforada.
En la costa chilena los bancos de piure son explotados intensamente, sin embargo hasta ahora no se aprecia un efecto de sobrepesca, probablemente debido a sus altas tasas de crecimiento. El piure constituye, sin embargo, uno de los alimentos principales de subsistencia de otra especie acuática local, el loco (Concholepas concholepas), cuya reproducción se encuentra amenazada y su explotación seriamente restringida hace más de dos décadas.
Se caracteriza por presentar un sabor intenso característico, el cual se atribuye a un alto contenido de yodo; aunque el sabor correspondería verdaderamente a un metal llamado vanadio que el animal concentra desde el agua del mar al filtrar. Su mayor aporte nutricional es el hierro.

## Gastronomía

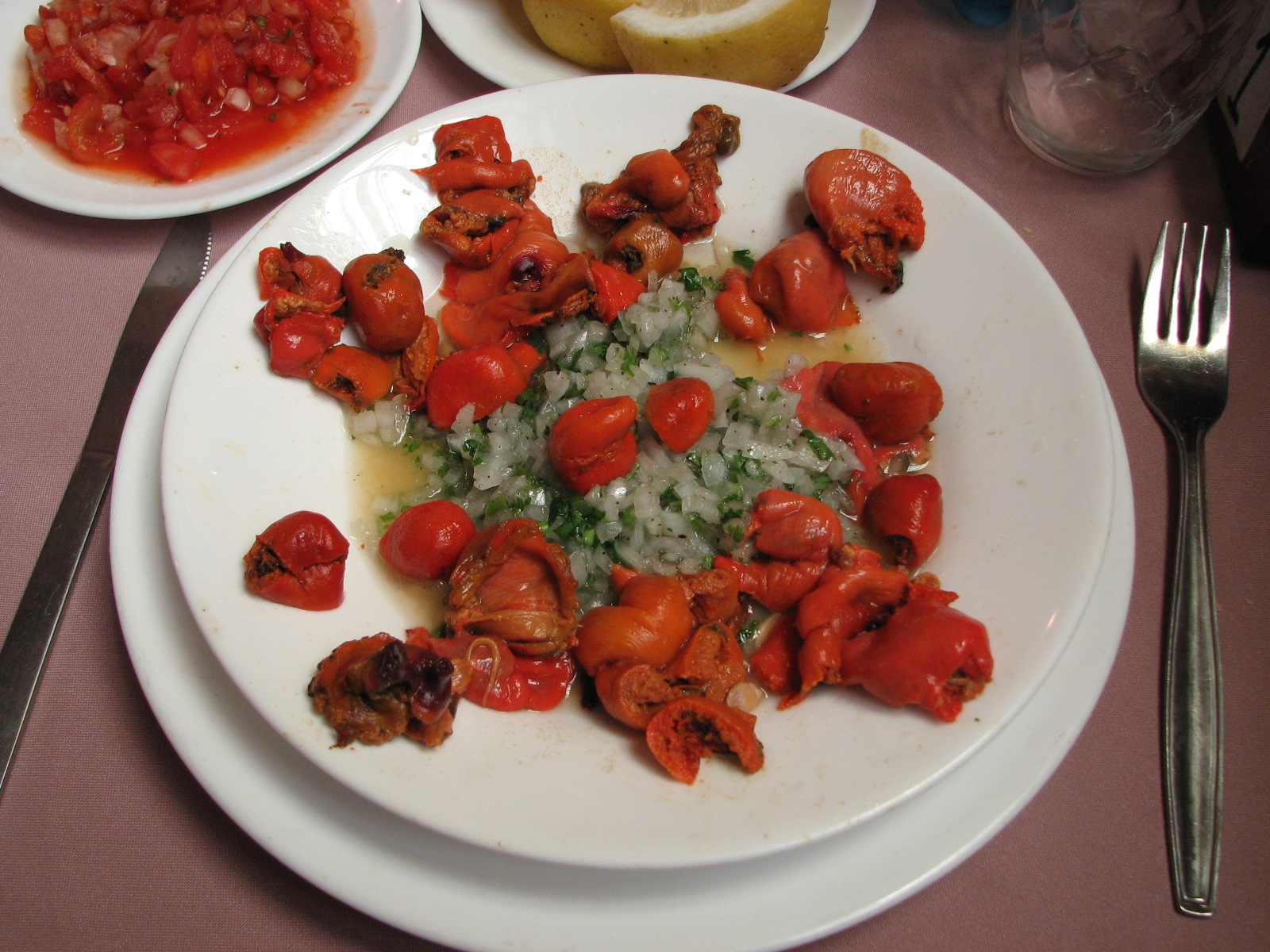
Piure en crudo en el mercado de Valparaíso.

La carne de este animal es muy apreciada en sabor por parte de sus consumidores, se sirve cruda o cocida. En crudo generalmente se corta en trozos pequeños y se le añade cebolla picada, cilantro y limón. Cocido se sirve picado y hervido, siendo un componente de numerosos platos, destacando el "arroz con piure picado" y la cazuela chilota. Igualmente puede freírse para comer en una rebanada de pan.

## Extracción
Son numerosas las personas que vestidas con traje y gafas de buceo, recolectan estos ejemplares, normalmente en la orilla, en zonas rocosas, aunque también lo pueden hacer mar adentro.

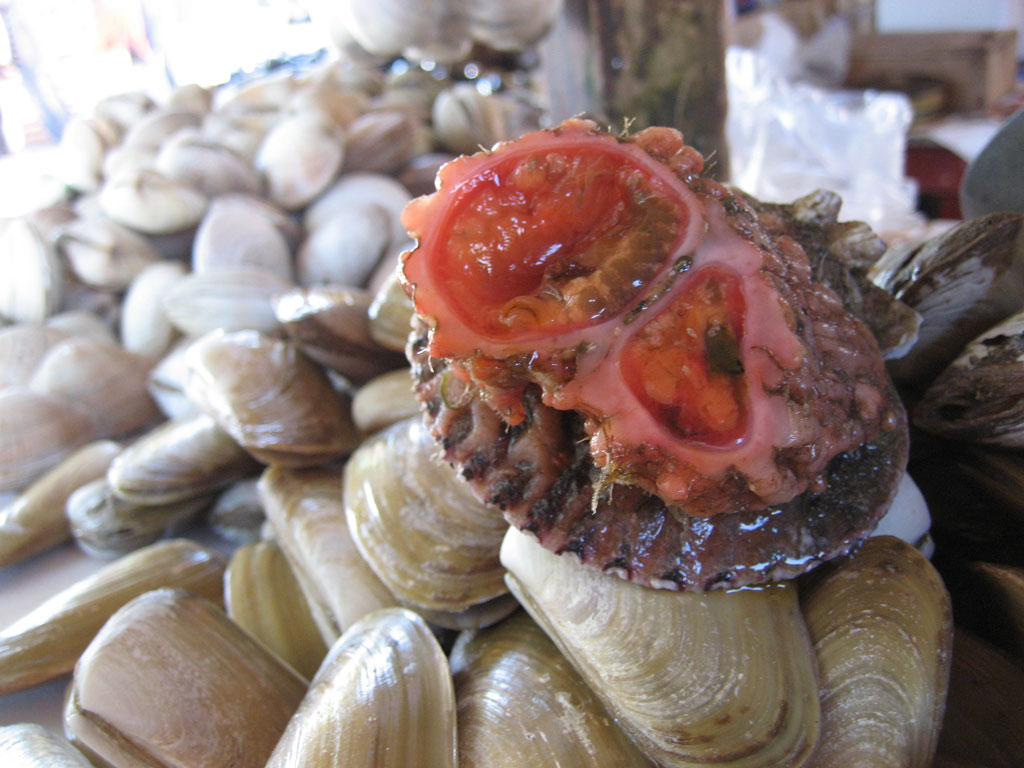

Para su extracción por lo general se utiliza un serrucho o sierra de carpintero para cortar las lonjas. A continuación para su posterior consumo, se procede con los dedos a sacar desde su cubierta protectora los sifones, llamados "tetas" por los pescadores., y se desechan los desperdicios (la cubierta dura). Tradicionalmente se suelen vender en sartas que traen numerosos ejemplares, aunque también son vendidos envasados.
A pesar de los importantes niveles de extracción del piure en Chile, no existe actualmente ningún tipo de manejo de la actividad extractiva. Según un estudio reciente del Instituto de Fomento Pesquero chileno, habría signos de sobreexplotación de esta especie, que se deducen de la disminución del tamaño del piure, así como de las dificultades cada vez más grandes que los pescadores experimentan para extraer las mismas cantidades y calidad que antaño.
Dentro de los grandes destinos de la exportación chilena del piure, se encuentran Suecia con un 32,5% y Japón con un 24,2%.
La sobreexplotación de este recurso ha llevado a que se eleven voces respecto a la necesidad de que se fijen límites al respecto.